# Công giáo Anh
Công giáo Anh (Anglican Catholicism), Anh-Công giáo (Anglo-Catholicism), hay Anh giáo Công giáo (Catholic Anglicanism), là thuật ngữ để chỉ các tín hữu, niềm tin và thực hành trong lòng Anh giáo nhưng lại xem trọng những đặc tính và di sản của Công giáo, sau cuộc Cải cách Kháng nghị.
Thuật từ Anglo-Catholic có từ đầu thế kỷ 19. Phong trào nhấn mạnh tới đặc tính Công giáo trong Anh giáo thì đã có từ trước đó: trong lịch sử có thể kể đến các thần học gia Carolus từ thế kỷ 17, phe Jacobite thế kỷ 17 và 18, và đặc biệt là Phong trào Oxford xuất phát từ Đại học Oxford năm 1833.
Tín hữu Công giáo Anh thường cử hành thánh lễ theo nghi thức Công giáo đương đại và có xu hướng tiếp xúc với Giáo hội Công giáo. Ngoài ra, những tín hữu Anh giáo được gia nhập vào Giáo hội Công giáo theo Tông Hiến Anglicanorum Coetibus của Giáo hoàng Biển Đức XVI ban hành năm 2009 đôi khi cũng được gọi không chính thức gọi là "tín hữu Công giáo Anh".
Có một thiểu số tín hữu Công giáo Anh tự nhận mình là "Anglo-Papalists" (tạm dịch: "những tín hữu Anh trung thành với giáo hoàng") mặc dù họ không hiệp thông hoàn toàn với Giáo hội Công giáo Rôma.